# Carlos Medlock
Carlos Lorenzo Medlock (Detroit, Míchigan, 22 de abril de 1987) es un jugador de baloncesto estadounidense que pertenece a la plantilla del Rasta Vechta de la ProA (Basketball Bundesliga), la segunda división alemana. Mide 1,83 metros de altura y ocupa la posición de base.

## Carrera profesional
Dio sus primeros pasos en la Universidad de Míchigan Oriental donde jugaría desde 2005 a 2010 y tras no ser drafteado en dicho año, el base dio el salto a la NBA Development League en las filas de los Utah Flash.
En 2011, llegaría a Europa para potenciar el baloncesto británico y tras pasar por los Guildford Heat, jugaría durante una temporada en Islandia.
En 2013, llega a Alemania donde jugaría durante 4 temporadas en cuatro equipos diferentes, ganándose un nombre en el baloncesto europeo. En 2016, fichó por el Basketball Löwen Braunschweig, donde en su primera temporada ha realizado grandes números, realizando una buena temporada en la BBL.
En la temporada 2021-22, firma por el Rasta Vechta de la ProA (Basketball Bundesliga), la segunda división alemana.